# Mission Olympic
Mission Olympic war ein bundesweiter Städtewettbewerb im Breitensport. Beim jährlich ausgetragenen Wettbewerb zwischen ausgewählten Städten wurde von 2008 bis 2014 „Deutschlands aktivste Stadt“ gesucht. Die Initiatoren waren der Deutsche Olympische Sportbund (DOSB) und Coca-Cola Deutschland.
Der Wettbewerb wurde 2007 mit dem Ziel ins Leben gerufen, möglichst viele Menschen in den Städten für mehr sportliche Aktivitäten beziehungsweise für einen aktiven Lebensstil zu begeistern. Im Mittelpunkt stand hierbei die Förderung des Breitensports. In den Jahren von 2007 bis 2014 haben sich mehr als 200 Städte für die Mission Olympics beworben. An den Finalwettkämpfen haben sich in diesen Jahren 2,0 Millionen Menschen aus 34 Städten aktiv beteiligt. Beim ersten Wettbewerb 2007/2008 konnte sich die Stadt Speyer als Sieger durchsetzen, elf weitere Städte folgten in den darauffolgenden Jahren. Der letzte Wettbewerb fand 2014 statt.

## Der Wettbewerb
Für den Städtewettkampf „Mission Olympic“ konnte sich jede deutsche Stadt oder Gemeinde bewerben. Es waren hierbei bestimmte Teilnahmebedingungen zu erfüllen. Eine Jury benannte nach der Sichtung aller Bewerbungen die Kandidatenstädte, von denen die Finalstädte ausgewählt wurden. Die Auswahl entschied sich vornehmlich nach der Anzahl und Vielfalt von Sportvereinen, Breitensportaktivitäten sowie Sportstätten in einer Stadt. Bis 2011 traten jährlich fünf Finalstädte gegeneinander an. 2012 und 2013 wurden jeweils zwei Finalstädte in maximal drei Größenkategorien ausgewählt: kleine Städte, mittelgroße Städte und Großstädte. 2014 gab es dann eine Zweiteilung: klein und mittelgroß bis groß. Jede Finalstadt veranstaltete an einem Wochenende möglichst viele und breitgefächerte Events, die viele Bürger, bestenfalls die ganze Stadt in Bewegung bringen sollten. Gesucht wurde dabei „Deutschlands aktivste Stadt“ und „Deutschlands beste Initiativen für Bewegung und Sport“. Am Ende des Wettbewerbsjahres benannte die Jury nach intensiver Prüfung die Siegerstädte, die in Berlin bei einer Galaveranstaltung ausgezeichnet und mit einer Prämie bedacht wurden.
Die Siegprämien betrugen zuletzt je nach Größenkategorie 30.000 Euro für kleine Städte bis 30.000 Einwohner und 45.000 Euro für mittelgroße und große Städte ab 30.000 Einwohner. Die Zweitplatzierten erhielten als Finalisten je nach Stadtgröße Prämien in Höhe 10.000 und 15.000 Euro. Das Geld soll in den jeweiligen Städten zur Förderung des Breitensports eingesetzt werden.

## Final- und Siegerstädte
In der Tabelle sind alle Finalisten und Siegerstädte von Mission Olympic seit 2008 aufgeführt.
| Jahr | Stadtkategorie            | Siegerstadt                                                  | Finalisten                                                                           |
| ---- | ------------------------- | ------------------------------------------------------------ | ------------------------------------------------------------------------------------ |
| 2008 |                           | Speyer                                                       | Erlangen, Freiburg im Breisgau, Fürstenwalde, Herne, Speyer                          |
| 2009 |                           | Lübbenau                                                     | Göttingen, Lübbenau, Neubrandenburg, Norden, Stuttgart                               |
| 2010 |                           | Mannheim                                                     | Cottbus, Mannheim, Nordhorn, Wetzlar, Zehdenick                                      |
| 2011 |                           | Delbrück                                                     | Delbrück, Geisenfeld, Lehrte, Nürtingen, Zwickau                                     |
| 2012 | klein mittel              | Meiningen Weißwasser Willich                                 | Meiningen, Troisdorf, Weißwasser, Willich                                            |
| 2013 | klein mittel groß         | Montabaur Rottenburg am Neckar Bocholt                       | Lübz, Montabaur Rottenburg am Neckar, Ibbenbüren Offenbach am Main, Bocholt          |
| 2014 | klein mittelgroß bis groß | Sandersdorf-Brehna Langen/Samtgemeinde Bederkesa (Geestland) | Rosbach vor der Höhe, Sandersdorf-Brehna Sangerhausen, Langen/Samtgemeinde Bederkesa |